# یاماها ام‌تی-۱۵
یاماها ام‌تی-۱۵ (به انگلیسی: Yamaha MT-15) یک موتورسیکلت ژاپنی ۱۵۵ سی‌سی با موتور تک‌سیلندر، چهارزمانه و قدرت ۱۸ اسب بخار که در سال ۲۰۱۸ توسط کمپانی یاماها معرفی شد.
آخرین نسل ام‌تی در هند به‌صورت استاندارد دارای دوشاخه‌ی جلو معکوس، بازوی چرخان آلومینیومی، و اتصال دوکاناله ترمز ضدقفل و بلوتوث است. 